# Francesco Penta
Francesco Penta (Napoli, 11 agosto 1899 – Roma, 16 ottobre 1965) è stato un ingegnere italiano.

## Biografia

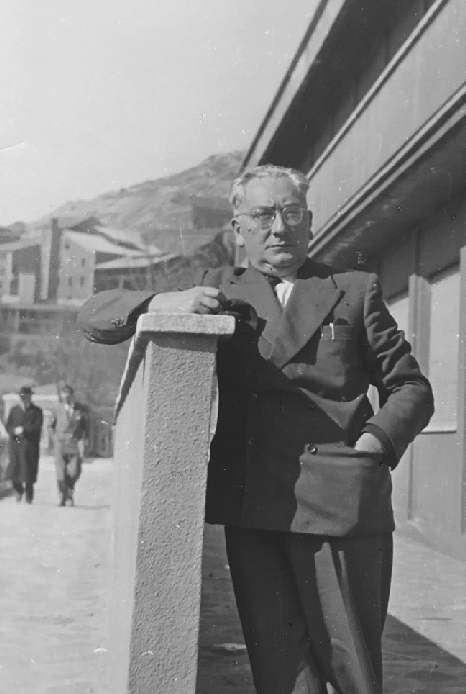
Penta nel 1964.

Nato a Napoli, da una famiglia benestante, era figlio di Pasquale Penta, un noto neuropsichiatra forense e antropologo criminale, e di Adelia Loforte. Reduce dalla grande guerra, si laureò in ingegneria civile presso l'Università Federico II di Napoli nel 1924. Nel medesimo ateneo è stato docente di geologia applicata dal 1925 al 1929, sotto la guida di Giuseppe De Lorenzo, e di ingegneria mineraria dal 1929 al 1943. Dal 1939 insegnò geologia applicata e diresse l'omonimo Istituto all'Università La Sapienza.
La sua attività è particolarmente legata al "Centro Studi Materiali Naturali Litoidi da Costruzione", poi ridenominato "Centro di Studio per la Geologia Tecnica", oggi "Istituto di Ricerca sulla Tettonica Recente", da lui stesso fondato nel 1950 e diretto sino alla morte, occupandosi in specie di studi petrografici in relazione ai materiali da costruzione e sviluppando come disciplina la geotecnica.
Fu consulente geologico per la diga di Pontesei ed ebbe un ruolo importante nel collaudo della diga del Vajont, tristemente famosa per la sciagura che vi si verificò il 9 ottobre 1963, in quanto componente della Commissione governativa di collaudo con maggiore esperienza e competenza specifica. Dai documenti, analizzati dalla relativa Commissione parlamentare d'inchiesta, risultò che, al pari del collega Giorgio Dal Piaz, avesse cercato sempre di minimizzare il rischio legato alla frana, rischio invece individuato correttamente nelle relazioni di Leopold Müller ed Edoardo Semenza. Tuttavia, avanzò anche l'ipotesi della possibilità che si verificasse un distacco improvviso di una massa enorme di terreno, suolo e sottosuolo, ma non consigliò mai l'abbandono del bacino.
Membro dell'Accademia dei Lincei, e di numerose altre accademie, sia italiane che internazionali, è stato presidente della Società geologica italiana nel 1950. Al tempo del disastro era già molto malato. Morì per cause naturali a Roma il 16 ottobre 1965, nel corso dell'istruttoria sul Vajont, comportando il non luogo a procedere nei suoi confronti.

## Vita privata
Nel 1927 sposò Anna Zambelli ed ebbe quattro figli: Pasquale, Maria, Adelia e Teresa.

## Nei media

### Cinema
- Nel film Vajont del 2001, diretto dal regista Renzo Martinelli, è stato impersonato da Nicola Di Pinto.[7]

### Fumetti
- Vajont: storia di una diga, Francesco Niccolini (sceneggiatura), Duccio Boscoli (disegni), Padova, BeccoGiallo, 2018, ISBN 9788833140421, OCLC 1090201035.